# Boscarla cridanera
La boscarla cridanera o boscarla clamorosa (Acrocephalus stentoreus) és una espècie d'ocell de la família dels acrocefàlids (Acrocephalidae) que habita zones palustres i ciutats des del nord-est d'Àfrica cap a l'est, per Orient Pròxim i Mitjà, sud de l'Iran, zona del Mar d'Aral, Afganistan, el Pakistan, l'Índia, Sri Lanka, sud de la Xina, Myanmar, Java, illes Petites de la Sonda, Moluques, Sulawesi i Filipines, fins a l'Arxipèlag Bismarck, les Illes Salomó i Queensland, a Austràlia.